# Далла Коста, Элиа
Элиа Анджело Далла Коста (итал. Elia Angelo Dalla Costa; 14 мая 1872, Виллаверла, королевство Италия — 22 декабря 1961, Флоренция, Италия) — итальянский кардинал. Епископ Падуи с 25 мая 1923 по 19 декабря 1931. Архиепископ Флоренции с 19 декабря 1931 по 22 декабря 1961. Кардинал-священник с 13 марта 1933, с титулом церкви Сан-Марко с 16 марта 1933.

## Биография
Элия Далла Коста родился в 1872 году в Вильяверле и был последним из пяти детей Луиджи Далла Коста и Терезы Даль Балкон. Первые трое детей пары умерли в младенчестве. Его мать умерла в 1877 году, когда Далле Коста было пять лет — и он остался на попечении отца.
После окончания учёбы был рукоположен в священники 25 июля 1895 года в соборе Скио в провинции Виченца. 10 ноября 1910 года он был назначен титуляром прихода Скио, где проработал 12 лет, включая период Первой мировой войны, когда его приход оказался рядом с фронтом. Далла Коста оказывал гуманитарные услуги раненым и заботился о детях-сиротах. По результам деятельности в Скио был награждён Рыцарским крестом Короны Италии и почетной грамотой Министерства Освобожденных Земель Северо-Восточной Италии. 23 мая 1923 года он был назначен епископом Падуи. Во время служения епископом в Падуе он восстановил 50 приходов, пострадавших во время войны.
19 декабря 1931 года Далла Коста был назначен архиепископом Флорентийским, вступил в должность 21 февраля 1932 года. 16 марта 1933 года Папа Пий XI назначил его кардиналом.
В период Холокоста, будучи в должности архиепископа Флоренции, стал одним из организаторов крупной операции по спасению итальянских евреев и беженцев с французских и югославских территорий под итальянским контролем. Среди прочего, он на короткое время укрывал несколько евреев в своем дворце, пока их не отвезли в безопасное место. В команду Далла Коста входили сотрудники его канцелярии, некоторые священники, раввин Флоренции Натан Кассуто и другие итальянцы. В связи с этой деятельностью израильский Институт Катастрофы и героизма «Яд ва-Шем» 29 февраля 2012 года присвоил Элиа Далла Коста почетное звание праведник народов мира.
Кардинал Далла Коста оставался на своем посту архиепископа до 31 января 1958 года. На конклаве 1958 года 86-летний Далла Коста была среди «выборщиков» Папы Иоанна XXIII, избранного на одиннадцатом туре голосования. После этого последние годы жизни прожил в уединении. Умер утром 22 декабря 1961 года и был похоронен в соборе Санта-Мария-дель-Фьоре во Флоренции.
Процесс его беатификации был начат 22 декабря 1981 года.